# Ameropterus scutellaris
Ameropterus scutellaris is een insect uit de familie van de vlinderhaften (Ascalaphidae), die tot de orde netvleugeligen (Neuroptera) behoort. 
Ameropterus scutellaris is voor het eerst wetenschappelijk beschreven door Gerstäcker in 1894.